# 元気をあげる〜救命救急医物語
『元気をあげる〜救命救急医物語』（げんきをあげる きゅうめいきんきゅういものがたり）は、NHK『ドラマ新銀河』で1996年1月15日から2月15日まで放送されたテレビドラマ。全25回。

## 概要
研修医の女性が恋愛や患者との出会いなど様々な出来事を通して成長していく姿を描くドラマ作品。木村佳乃のデビュー作。

## キャスト
田岡美祈
演 - 木村佳乃
研修医
北見淳之介
演 - 大浦龍宇一
田岡かおり
演 - 小林恵
田岡芳江
演 - 白川和子
美折の母。
加藤正史
演 - 勝村政信
高木佐和子
演 - 床嶋佳子
医師
井崎邦男
演 - 蟹江敬三
教授
神林みなみ
演 - 濱田万葉
誠
演 - 黒田勇樹
その他
演 - 高知東急（現・高知東生）、 小島聖（第3週ゲスト）

## スタッフ
- 脚本 - 中山乃莉子[1]
- 演出 - 脇田時三[1]、谷口卓敬[1]
- 制作 - NHK

## 主題歌
- 「涙はいらない」石嶺聡子[1]